# Yeshiva University
Yeshiva University är ett privat forskningsuniversitet i New York med sex campus i New York och ett i Israel. Universitetet grundades 1886. 2011 rankades det som det 50:e bästa universitetet i USA av U.S. News & World Report Det har också blivit rankat som nummer 156 i världen av The Times Higher Education 2013 och bland de 400 främsta universiteten i världen av THES—QS World University Rankings.

## Kända före detta elever
- Jeff Ballabon
- Dr. Howard Dean (M.D., Albert Einstein College of Medicine)[4]
- Rabbi Dr. Seth Farber[5]
- Rabbi Dr. Barry Freundel[6]
- Professor Hillel Furstenberg
- Professor Ari L. Goldman
- Aaron Klein
- Sam Frommer
- Daniel Kurtzer, f.d. ambassadör i Israel och Egypten
- Rudolph Leibel
- Matthew Levitt
- Nat Lewin, advokat
- Rabbi Dr. Moses Mescheloff
- Chaim Potok[7]
- Rabbi Shlomo Riskin
- Rabbi Jonathan Rosenblatt
- Sheldon Silver
- Leonard Susskind, professor i fysik
- Adam Ferziger
- Dr. Phyllis Berman
- Rabbi David Nesenoff, filmskapare och journalist
- Professor Laurence Dreyfus